# Альпин-Центр (Ботроп)

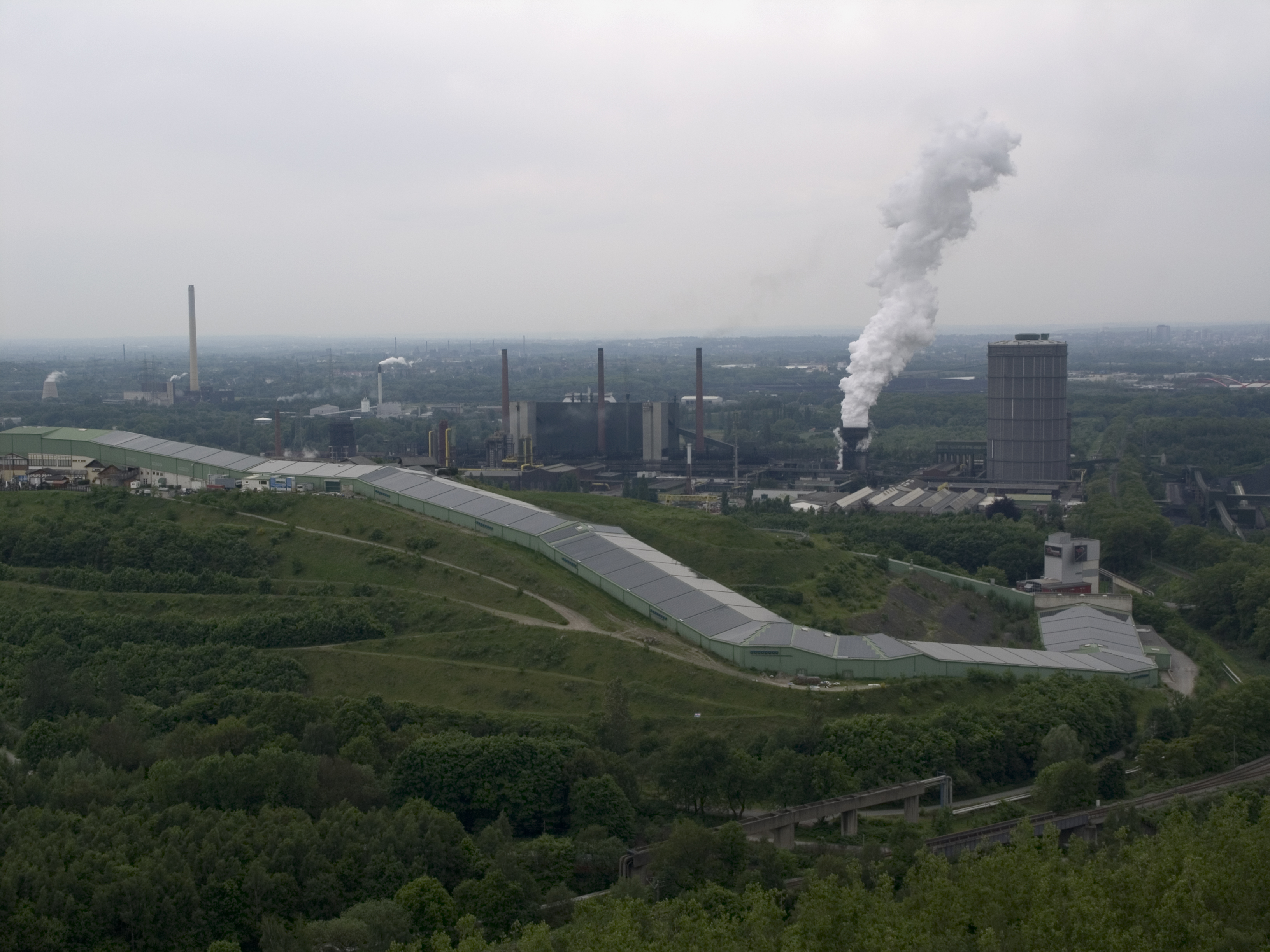
Вид на Альпин-Центр с Ботропского Тетраэдра

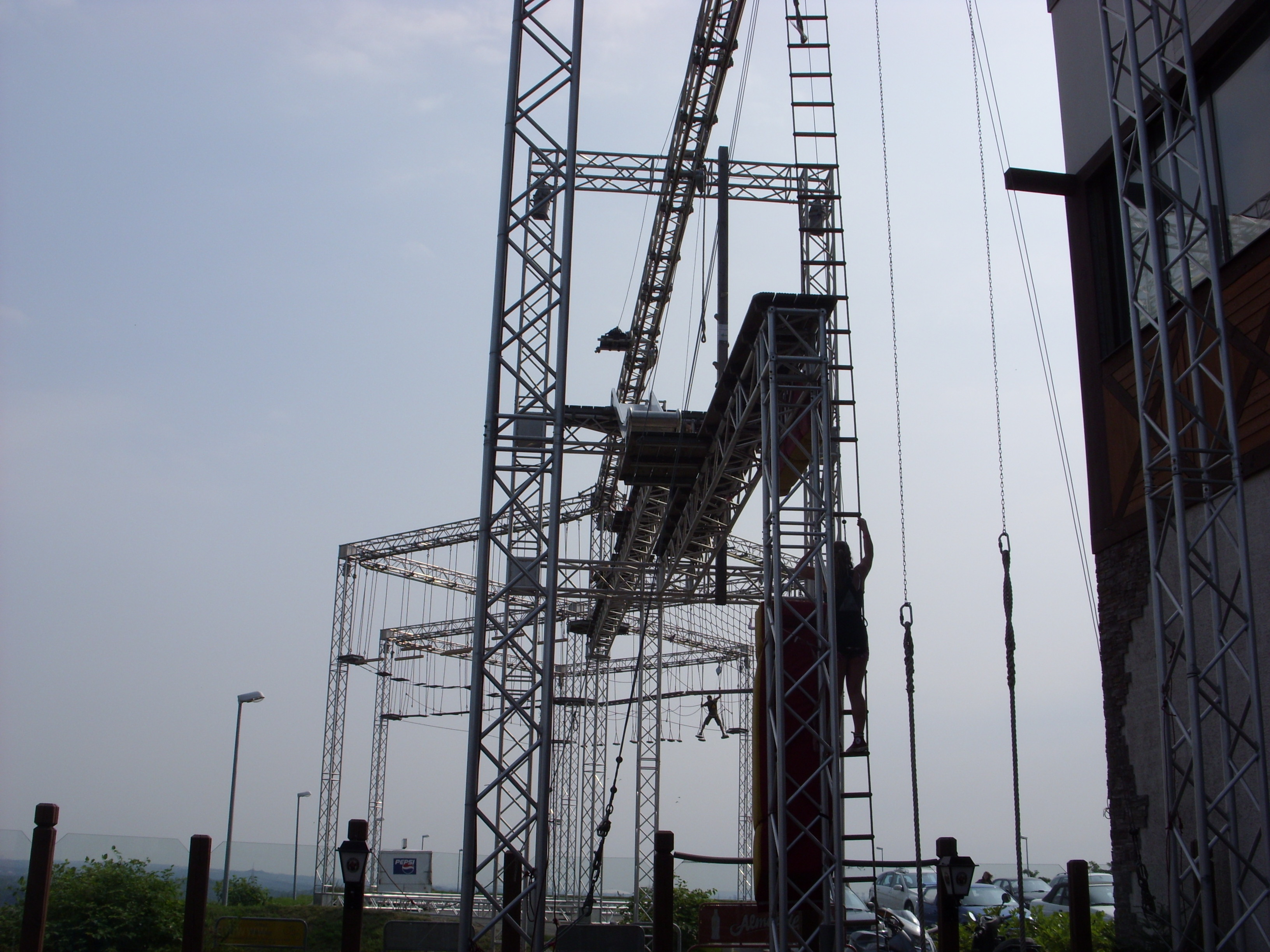
Канатный парк

Альпин-Центр (нем. alpincenter) — парк развлечений в городе Ботроп (федеральная земля Северный Рейн — Вестфалия). Альпин-Центр расположен на терриконе Просперштрассе (нем. Prosperstraße) шахты Проспер-Ганиль (de:Halde Prosperstraße). Крытый лыжный спуск, имеющий длину равную 640 м, является самым длинным в мире. Крыша лыжного склона состоит из 18 600 солнечных батарей общей площадью 13 400 м².

## История
3 августа 2000 года был заложен фундамент будущего парка развлечений, а уже 7 января 2001 года комплекс был торжественно открыт. Инициатором создания Альпин-Центра был 4-кратный чемпион мира и 5-кратный обладатель Кубка мира по горнолыжному спорту Марк Жирарделли. Стоимость проекта составила 50 млн. евро.

В июле 2004 года у комплекса появился новый инвестор — компания «Van-der-Valk-Gruppe Deutschland», на средства которого была проведена масштабная перестройка парка. Только за первые 5 лет эксплуатации комплекс посетили 2 300 000 человек.

В 2011 году экспертиза установила, что несколько из 180 опор крытой лыжной трассы сместились в результате сползания склона террикона. Заливкой дополнительных бетонных опор процесс сползания удалось приостановить, но это лишь временное решение проблемы. Если в ближайшее время эту проблему не удастся решить кардинальным образом, то комплекс придется закрыть.

## Структура комплекса
В состав парка развлечений входят следующие объекты:
- Крытый лыжный склон длиной 640 м и шириной 30м (самый длинный в мире)
- Альпийский тобогган, имеющий длину 1000 м (открыт в апреле 2009 года)
- Канатный парк, имеющий 13 станций на 10-метровой высоте
- Крытая площадка для пейнтбола, имеющая площадь 800 м²
- Аэродинамическая труба для воздушного парапланирования (допускаются даже дети с 4-летнего возраста)
- Пивной бар на вершине террикона, располагающийся на высоте 80 м над уровнем моря (самый высокий в Рурском регионе)

## Время работы и цена

### График работы
- Понедельник — вторник — парк не работает

| Билет                | Взрослый                       |
| -------------------- | ------------------------------ |
| Лыжный спуск         | 11:00 — 23:00                  |
| Альпийский тобогган  | 11:00 — до наступления темноты |
| Канатный парк        | 11:00 — 20:00                  |
| Пейнтбол             | 11:00 — 22:00                  |
| Парапланирование     | 11:00 — 21:00                  |
| Магазин спорттоваров | 11:00 — 19:00                  |
| Пивной бар           | 11:00 — 22:00                  |

Примечание: парк развлечений работает со среды по воскресенье. Понедельник и вторник — выходные дни (кроме аэродинамической трубы, работающей без выходных)

### Стоимость развлечений
| Билет                                                                                                 | Взрослый                         | Детский (до 13 лет)               |
| --- | -------------------------------- | --------------------------------- |
| Дневной билет на лыжный спуск «Всё включено» (включая еду и напитки)                                  | 37,50 €                          | 25,00 €                           |
| Дневной билет на лыжный спуск (только катание)                                                        | 27,50 €                          | 15,00 €                           |
| Вечерний билет на лыжный спуск «Всё включено» (с 19:00)                                               | 22,50 €                          | 17,50 €                           |
| Семейный дневной билет на лыжный спуск «Всё включено»                                                 | 95,00 € (2 взрослых + ребёнок)   | 115,00 € (2 взрослых + 2 ребёнка) |
| Студенческий билет на лыжный спуск «Всё включено» (с 14:00 при наличинии студенческого удостоверения) | 25,00 €                          | -                                 |
| Альпийский тобогган (1 поездка)                                                                       | 3,50 €                           | 2,50 €                            |
| Альпийский тобогган (5 поездок)                                                                       | 15,00 €                          | 11,00 €                           |
| Канатный парк (2 круга)                                                                               | 14,00 €                          | 9,00 €                            |
| Канатный парк (дополнительный круг)                                                                   | 5,00 €                           | 5,00 €                            |
| Пейнтбол (включая 140 шариков)                                                                        | 19,99 € (в выходные дни 29,99 €) | - (дети не допускаются)           |
| Парапланирование                                                                                      | 49,00 €                          | 49,00 €                           |